# Лисевич, Игорь Самойлович
И́горь Само́йлович Лисе́вич (род. 26 мая 1932, Москва — 27 января 2000, там же) — советский и российский востоковед-китаист. Доктор филологических наук.

## Биография
Окончил МГИМО (1955) и аспирантуру Института восточных языков при МГУ (1961).
Лауреат 1-й премии Министерства высшего образования СССР за лучшую дипломную работу о творчестве китайского писателя Чжао Шули (1955).
С 1955 года — сотрудник ИНИОН АН СССР, Института восточных языков при МГУ. Внештатный сотрудник и переводчик в журнале «Иностранная литература» и газете «Советская культура».
С 1961 года — сотрудник Института востоковедения АН СССР (РАН): заведующий сектором сравнительного религиоведения. В 1965 году защитил кандидатскую диссертацию «Связи древней китайской поэзии с народной песней : (Нар. и лит. юэфу конца III в. до н. э. — начала III в. н. э.)».
Сотрудник Института мировой литературы имени А. М. Горького РАН.
В 1981 году защитил диссертацию на соискание учёной степени доктора филологических наук по теме «Литературная мысль Китая на рубеже древности и средних веков».

## Научная деятельность
Исследуя проблему культурных взаимосвязей, пришёл к отрицанию представления об изолированности центров древней цивилизации. Анализировал китайскую традиционную модель мира, её элементы (дао, дэ, ци, усин) и их роль в становлении литературной мысли Китая.
Перевел и исследовал главный даосский канон «Книгу Пути и Благодати» («Даодэцзин»), отметив её мистический, медитативный аспект, параллели с рядом др. эзотерических учений.
Участвовал в разработке гипотезы о космическом палеоконтакте. На ряде международных конференций по проблеме SETI говорил об опасности контакта с гипотетическим «внеземным разумом».

## Научные труды

### Монографии
- Лисевич И. С. Древняя китайская поэзия и народная песня (Юэфу конца III в. до н. э. — начала III в. н. э.). — М.: «Наука», 1969. — 288 с.
- Лисевич И. С. Литературная мысль Китая на рубеже древности и средних веков. / Отв. ред. Л. З. Эйдлин. — М.: Главная редакция восточной литературы издательства «Наука», 1979. — 267 с. 2800 экз.
- Из книг мудрецов. Проза Древнего Китая. / Сост., вступ. ст., ст. об авт. и коммент. И. С. Лисевич; Пер. с кит. — М.: Художественная литература, 1987. — 351 с. (Библиотека китайской литературы) 50000 экз.
- Лисевич И. С. Курс лекций, прочитанных на факультете востоковедения Института журналистики и литературного творчества. М., 1999
- Лисевич И. С. Мозаика древнекитайской культуры. М., 2010. 448 с.

### Статьи
на русском языке
- Лисевич И. С. Юэфу и их место в истории китайской литературы // Вопросы истории мировой культуры. 1961, № 4, с. 102—114.
- Лисевич И. С. Он отдал сердце своему народу // Иностранная литература. 1961, № 4, с. 262
- Лисевич И. С. Из истории литературной мысли в древнем Китае («Три категории») // Народы Азии и Африки. 1962, № 4, с. 157—165.
- Лисевич И. С. Народные афористические песни древнего Китая // Вопросы китайской филологии. М., 1963, с. 144—161.
- Лисевич И. С. Первый художественный перевод с китайского в России // Народы Азии и Африки. 1963. № 5. С. 157—158
- Лисевич И. С. Несколько замечаний в связи с выходом книги «Литература Древнего Востока» // Народы Азии и Африки. 1963, № 4, с. 208—217 (совм. с др.).
- Лисевич И. С. «Песня игроков» и некоторые проблемы древнекитайского фольклора // Краткие сообщения Института народов Азии АН СССР. № 84. Литературоведение. М., 1965, с. 54-61.
- Лисевич И. С., Семанов В. И. Лу Синь и национальное наследие // Национальные традиции и генезис социалистического реализма. М., 1965, с. 539—564.
- Лисевич И. С. Элементы фольклора в китайских династийных историях (на примере одного сюжета) // Жанры и стили литератур Дальнего Востока. Тезисы докладов на научных конференциях. Л., 1966. М., 1966, с. 22-24.
- Лисевич И. С. Моделирование мира в китайской мифологии и учение о пяти первоэлементах // Тезисы докладов симпозиума по теоретическим проблемам восточных литератур. М., 1966, с. 66-69.
- Лисевич И. С. Традиционность китайского литературного термина и его внутренняя трансформация // Симпозиум «Роль традиций в истории Китая». Тезисы докладов. М., 1966, с. 45-46.
- Лисевич И. С. Жанры и стили литератур Дальнего Востока // Народы Азии и Африки. 1966, № 5, с. 224—237.
- Лисевич И. С. К вопросу о взаимосвязях народной и литературной поэзии в древнем Китае // Историко-филологические исследования: к 75-летию акад. Н. И. Конрада. М., 1967, с. 296—301.
- Лисевич И. С. Китайские народные песни IV—VI вв. // Литература и фольклор народов Востока. М., 1967, с. 227—241.
- Лисевич И. С. Возникновение понятия жанра в китайской литературе (фэн, я, сун) // Теоретические проблемы изучения литератур Дальнего Востока. Тезисы докладов 3-й научной конференции. Л.-М., 1967, с. 12.
- Лисевич И. С. Служебное слово «Ихэ» — элемент разговорной лексики в древнекитайских литературных памятниках // Конференция аспирантов и молодых научных сотрудников Института народов Азии АН СССР. М., 1968, с. 79-81.
- Лисевич И. С. Вопросы формы и содержания в ранних китайских поэтиках // Народы Азии и Африки. 1968, № 1, с. 91-103.
- Лисевич И. С. Изучение китайской литературы в СССР: успехи и перспективы // Великий Октябрь и развитие советского китаеведения. М., 1968, с. 113—126.
- Лисевич И. С. Изучение китайской поэзии в Советском Союзе // Теоретические проблемы изучения литератур Дальнего Востока. М., 1968, с. 154—166.
- Лисевич И. С. Устное народное творчество и литературная проза в древнем Китае // Литература древнего Китая. / Сост., авт. ст. — М., 1969. с. 42-67;
- Лисевич И. С. Возникновение понятия жанра в китайской литературе (фэн, я, сун) // Литература древнего Китая. / Сост., авт. ст. — М., 1969. с. 210—221;
- Лисевич И. С. Ханьские фу и творчество Сыма Сян-жу // Литература древнего Китая. / Сост., авт. ст. — М., 1969. с. 222—230;
- Лисевич И. С. Библиография по древней китайской литературе // Литература древнего Китая. / Сост., авт. ст. — М., 1969. с. 268—287
- Лисевич И. С. Жанр «сун» в китайской поэзии и литературной критике // Жанры и стили литератур Китая и Кореи. М., 1969, с. 12-23.
- Лисевич И. С. Моделирование мира и учение о пяти первоэлементах // Теоретические проблемы восточных литератур. — М., 1969. С. 262—268
- Лисевич И. С., Фишман О. Л. Теоретические проблемы изучения литератур (IV конференция в ЛО ИВАН СССР 2-6 февраля 1970 г.) // Народы Азии и Африки. 1970, № 5, с. 231—234.
- Лисевич И. С. Рец. на кн.: Дождливая аллея. Китайская лирика. М., 1969 // Иностранная литература. 1970, № 2, с. 266—267.
- Лисевич И. С. Инь Фу — представитель новой китайской поэзии // Общество и государство в Китае. Вып. 2. М., 1971, с. 396—404.
- Лисевич И. С. Сюжет эзоповой басни на Востоке // Типология и взаимосвязи литератур древнего мира. М., 1971, с. 280—305.
- Лисевич И. С. Пестрая смесь жизни (Рец. на кн.: Цзацзуань. Изречения китайских писателей IX—XIX вв. Сост. В. А. Вельгус. М., 1969) // Иностранная литература. 1971, № 2, с. 267—268.
- Лисевич И. С. В. М. Алексеев как исследователь китайской литературной мысли // Литература и культура Китая. М., 1972, с. 39-45.
- Лисевич И. С. Великий китайский критик Чжун Жун (ок. 461—518), с. 201—207; Место «Большого предисловия» к «Ши цзину» в истории китайской литературной мысли, с. 164 // Общество и государство в Китае. Вып. 1. М., 1972.
- Лисевич И. С. Среднеазиатские влияния в китайской классической литературе // Изучение китайской литературы в СССР. М., 1973, с. 11-27.
- Лисевич И. С. Два великих поета (Ду Фу и Лi Бо) // Всесвіт. Киів., 1973, № 12, с. 106—109.
- Лисевич И. С. Житийная литература и современный китайский очерк о новых героях // Общество и государство в Китае. Вып. 2. М., 1973, с. 222—223 (подп. И. С. Ли).
- Лисевич И. С."Великое введение к «Книге Песен»" // Историко-филологические исследования. М., 1974, с. 178—181.
- Лисевич И. С. Китайская поэтика // Словарь литературоведческих терминов. М., 1974, с. 126—135.
- Лисевич И. С. Древнекитайские мифы о Хуан-ди и гипотеза о космических пришельцах // Теоретические проблемы изучения литератур Дальнего Востока. Тезисы докладов 6-й научной конференции. Л., 1974. М., 1974; то же // Азия и Африка сегодня. 1974, № 11, с. 44-46.
- Лисевич И. С. О писателе Чжао Шу-ли и его творчестве (предисловие) // Чжао Шу-ли. Песенки Ли Ю-цая. М., 1974, с. 3-10.
- Лисевич И. С. Литературные взгляды Ван Чуна (27-100) и Цао Пи (187—226) // Теоретические проблемы изучения литератур Дальнего Востока. Тезисы докладов 7-й научной конференции. Л., 1976. М., 1976, с. 46-47.
- Лисевич И. С. О некоторых трудностях перевода китайского поэтического текста на русский язык // Национальная культура и общение. М., 1977, с. 50-52.
- Лисевич И. С. Человек на все времена (Рецензия на книгу: Тао Юань-мин. Стихотворения. М., 1972) // Иностранная литература. 1974. № 3. С. 263—265
- Лисевич И. С. Древние мифы о Хуан-ди и гипотеза о космических пришельцах // Азия и Африка сегодня. 1974. № 11. С. 44-46; то же // Горизонт. Рига, 1975, № 3, с. 41-45.
- Лисевич И. С. Древние мифы глазами человека космической эры // Советская этнография. 1976. № 2. С. 139—150; то же // Проблемы поиска внеземных цивилизаций. М., 1981, с. 68-82.
- Лисевич И. С. К проблеме интерпретации древних триграмм «багуа» // Общество и государство в Китае. Вып. 1. М., 1979, с. 45-47.
- Лисевич И. С. Внеземные цивилизации? Еще одна гипотеза // Наука и техника. 1979. № 3. С. 18—19
- Лисевич И. С. Древние мифы глазами человека космической эры // Проблемы поиска внеземных цивилизаций. — М., 1981.
- Лисевич И. С. Поэты Золотого века: Ли Бо и Ду Фу // Литературная учёба. 1984, № 6, с. 195—203
- Лисевич И. С. Улыбка «бессмертного» старца // Наука и религия. 1985, № 9
- Лисевич И. С. Загадочный предок (Рецензия на книгу: Титаренко М. Л. Древнекитайский философ Мо Ди, его школа и учение. М., 1985) // Дальний Восток. Хабаровск, 1986, № 3, с. 156—158.
- Лисевич И. С. Кое-что о драконах // Наука и религия. 1988. № 1. С. 61-62
- Лисевич И. С. Предисл. и коммент.: Лю Сян. Жизнеописания знаменитых женщин. Фрагменты. Пер. с древнекит. Б. Л. Рифтина // Проблемы Дальнего Востока. 1990, № 6, с. 150—167.
- Лисевич И. С. Древнекитайская философия // Человек: мыслители прошлого и настоящего о его жизни, смерти и бессмертии. Древний мир — эпоха Просвещения. М., 1991, с. 20—47.
- Лисевич И. С. Лао-Цзы. Книга Пути и Благодати // Иностранная литература. 1992, № 1. С. 231—250
- Лисевич И. С. Сост., вступ. ст., с. 5-22; статьи об авторах, комментарии // Бамбуковые страницы. Антология древнекитайской литературы. М., 1994. 415 с.
- Лисевич И. С. Сто цветов древнего Китая // ПИВШ. М., 1995, № 6, с. 2-8.
- Лисевич И. С. Китай (вступ. ст.), с. 13-18; примеч., с. 18; пер. с кит.: Книга Установлений, с. 19; коммент., с. 19-20; Ян Сюн. Образцовые речи, с. 21-23; коммент., с. 23-25; Ван Чун. Весы суждений, с. 26-27; коммент., с. 27-28; Бань Гу. История династии Хань, с. 29-32; коммент., 32-39; Цао Пи. Рассуждения о классическом, с. 42—47; Цао Пи. Послание к У-чжи, с. 48-49; коммент., с. 50-54; Цао Чжи. Послание к Ян Дэ-цзу, с. 55-57; коммент., с. 57-60 // Восточная поэтика. М., 1996.
- Лисевич И. С. Первые жизнеописания Лао Цзы // Московское востоковедение: очерки, исследования, разработки. Памяти Н. А. Иванова. М., 1997, с. 41-54.
- Лисевич И. С. Пирамиды // Древняя астрономия: Небо и человек. Тезисы докладов на междунар. научно-методической конференции (19-24 ноября 1997 г.). М., 1997, с. 46.
- Лисевич И. С. Традиционная китайская культура // Очерки по истории мировой культуры. М., 1997, с. 53-82.
- Лисевич И. С. Древнекитайские представления о космосе // Древняя астрономия: Небо и человек. М., 1998, с. 212—217.
- Лисевич И. С. Встречи перед расставанием // Юэ Тэ-цзинь ле чжуань (Судьба востоковеда Р. В. Вяткина) [1998]
- Лисевич И. С. Сост., общ. ред., коммент. (т. 1), с. 207, 231—307 // Китайская пейзажная лирика. Т. 1-2. М., 1999. Т. 1. 320 с.; т. 2. 288 с.
- Лисевич И. С. Пространственно-временная организация древнекитайских мифов о культурных героях // Фольклор и мифология Востока в сравнительно-типологическом освещении. М., 1999. С. 123—139.
- Лисевич И. С. Ст.: Литературная мысль Китая (фрагмент), с. 324—330; Использованная литература, с. 330—332 // Цюй Юань. Лисао. СПб., 2000.
- Лисевич И. С. Идея реинкарнации в китайской классической литературе (средневековые былички о «вспоминающих прежнее рождение») // Буддизм и литература. М., 2003, с. 185—206.
- Сост. (совм. с И. Топорковой) // Прелестницы Востока: Китайская эротическая поэзия и проза. М., 2003. 349 с.
- Сост. (совм. с И. Топорковой) // Китайская любовная лирика. М., 2004. 349 с.
- Лисевич И. С. Рациональное зерно фольклорных сказаний

на других языках
- Soviet Sinology in the Past Fifty Years (Literature). Moscow, 1968, 42 p. (In col. with K. Golygina.)

### Переводы
- Е Шэн-тао. Человек, который всему радуется. // Е Шэн-мао. Одна жизнь. / Пер. с кит. М., 1960. С. 149—199;
- Е Шэн-тао. Шелкопряд и муравей. // Е Шэн-мао. Одна жизнь. / Пер. с кит. М., 1960. С. 200—205
- Ли цзи // Древнекитайская философия. Собрание текстов в 2 томах. Т. 2. / Вступ. ст., пер. с кит. И. С. Лисевич, В. Г. Буров и Р. В. Вяткин. М., 1973, с. 99-140.
- Пер. с кит.: из кн. «Мэн-цзы», с. 316—318; из кн. «Хань Фэй-цзы», с. 331—333; из кн. «Вёсны и осени Люя», с. 333—336 // Поэзия и проза Древнего Востока. М., 1973.
- Пер. с кит.: Ло Пин. Отбросы общества // Сингапурская мозаика. М., 1980, с. 70-105.
- Пер. с кит.: из сб. Гэ Хуна «Жизнеописания святых и бессмертных» (Лао цзы, с. 87-91; Чэнь Ань-ши, с. 99-101, 102—132 и др.); из сб. Лю И-цина «Истории тьмы и света», с. 239—240, 243—256 // Пурпурная яшма (I—VI вв.). М., 1980.
- Пер. с кит.: Шао Хуа. Язык // ИЛ. 1981, № 11, с. 106—120; то же // Люди и оборотни. М., 1982, с. 190—199.
- Пер. с кит.: Шао Хуа. Язык // Современная китайская проза. М., 1988, с. 1— 70.
- Пер. с кит.: с. 52-63, 72, 75-81 // Путь к заоблачным вратам. М., 1989.
- Фу няо фу (вступ.), с. 189; пер. с древнекит., с. 109—110 // Древнекитайская философия. Эпоха Хань. М., 1990.
- Пер. с кит.: Притчи древнего Китая // Азия и Африка сегодня. 1990, № 10, с. 53.
- Пер.: «Великое введение» и глава из трактата Лю Се «Дракон, изваянный в сердце словес», с. 20-47 // Брагинский В. И. Проблемы типологии средневековых литератур Востока. М., 1991.
- Пер. с кит.: Притчи древнего Китая // Азия и Африка сегодня. 1991, № 12, с. 45.
- Пер. (совм. с И. А. Зуевым); предисл. // Притчи китайских мудрецов. М., 1997. 211 с.
- Подстрочн. пер., с. 326—348; примеч. с. 349—360 // Ли Бо. Нефритовые скалы. СПб., 1999.
- Пер. с кит.: Описываю чувства путешествующего в ночи, с. 398; подстрочн. пер., с. 470—486; примеч., с. 487—495 // Ду Фу. Сто печалей. СПб., 2000.
- Пер. с кит.: Послание к Ян Дэ-цзу, с. 202—206; примеч., с. 207—213 // Цао Чжи. Фея реки Ло. СПб., 2000.
- Пер. с кит.: Лао-цзы. Книга Пути и Благодати. М., 2002, 316 с.: ил.
- Сост. (совм. с И. Топорковой); вступ. ст.: Кое-что о китайской поэзии, с. 5-8; пер. с кит. и примеч. // Павильон наслаждений: китайская эротическая поэзия и проза. М., 2000. 331 с.